# Elara (luna)
Elara (grško starogrško Ελάρα: Elára) je Jupitrov naravni satelit. Spada med Jupitrove nepravilne lune s progradnim gibanjem. Je članica Himalijine skupine Jupitrovih lun.
Luno Elaro je leta 1905 odkril Charles Dillon Perrine na Lickovem observatoriju . Ime je dobila leta 1975 po Elari iz grške mitologije . Pred tem je bila luna znana kot Hera  oziroma kot Jupiter  VII.
Luna Elara obkroži Jupiter v 259,64  dneh po tirnici, ki je zelo nagnjena (30,66°) na ravnino Jupitrovega ekvatorja. Njena gostota je velika (2,6 g/cm3), kar kaže da je sestavljena iz kamnin. Površina lune je precej temna, njen albedo je 0,04.
Njen navidezni sij je 16,3m.